# الکس دی اولیویرا
الکس دی اولیویرا (انگلیسی: Alex Oliveira؛ زادهٔ ۲۱ فوریهٔ ۱۹۸۸) ورزشکار هنرهای رزمی ترکیبی و کشتی‌گیر اهل برزیل است. وی از سال ۲۰۱۱ میلادی تاکنون مشغول فعالیت بوده‌است.